# Ducatul Estoniei (1219-1346)
Ducatul Estoniei  (în daneză Hertugdømmet Estland în latină Ducatus Estoniae), cunoscut și sub denumirea de „Estonia daneză”, reprezintă stăpânirea directă (latină dominium directum⁠(d)) exercitată de regele Danemarcei⁠(d) din 1219 până în 1346, când teritoriul a fost vândut ordinului teutonic și a devenit parte a Ordensstaatului. 
Danemarca a devenit o mare putere militară și comercială în secolul al XII-lea. Ea avea interesul să pună capăt frecventelor atacuri estone⁠(d) care amenințau comerțul din Marea Baltică. Flotele daneze au atacat Estonia în 1170, 1194 și 1197. În 1206, regele Valdemar al II-lea și arhiepiscopul Anders Sunesen⁠(d) au fost în fruntea unui raid pe insula Ösel (Saaremaa). Regii Danemarcei au revendicat posesiunea teritorială asupra Estoniei, care a fost recunoscută de papă. În 1219, flota daneză a debarcat în principalul liman din Estonia și i-a învins pe estoni în bătălia de la Lindanise⁠(d), care a adus Estonia de Nord⁠(d) sub dominație daneză până la Răscoala Estonă din 1343⁠(d), în urma căreia teritoriile au fost preluate de Ordinul Teuton și vândute de Danemarca în 1346. 

## Cucerirea daneză

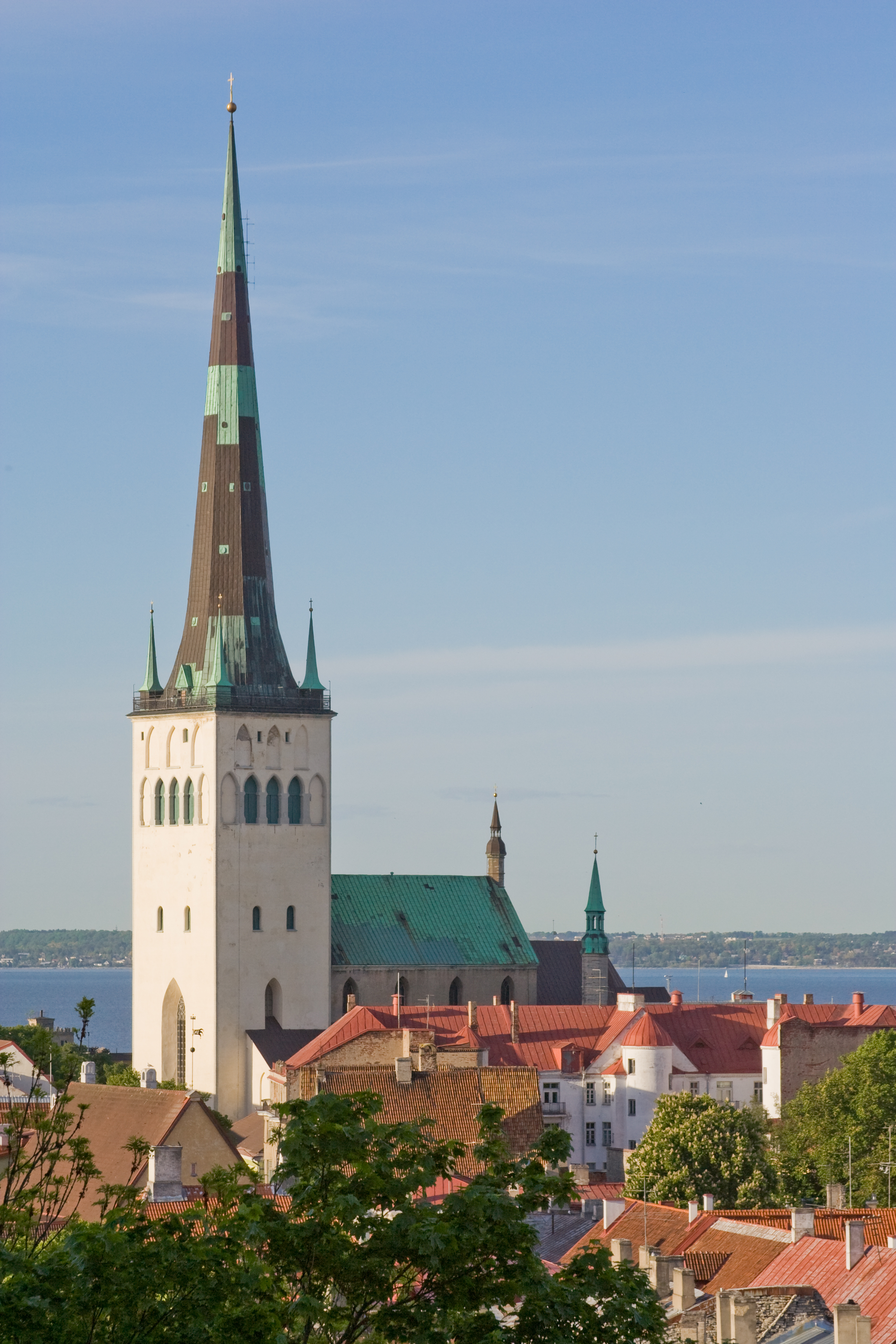
Biserica Sf. Olaf, un memento vizibil al epocii daneze a Tallinnului

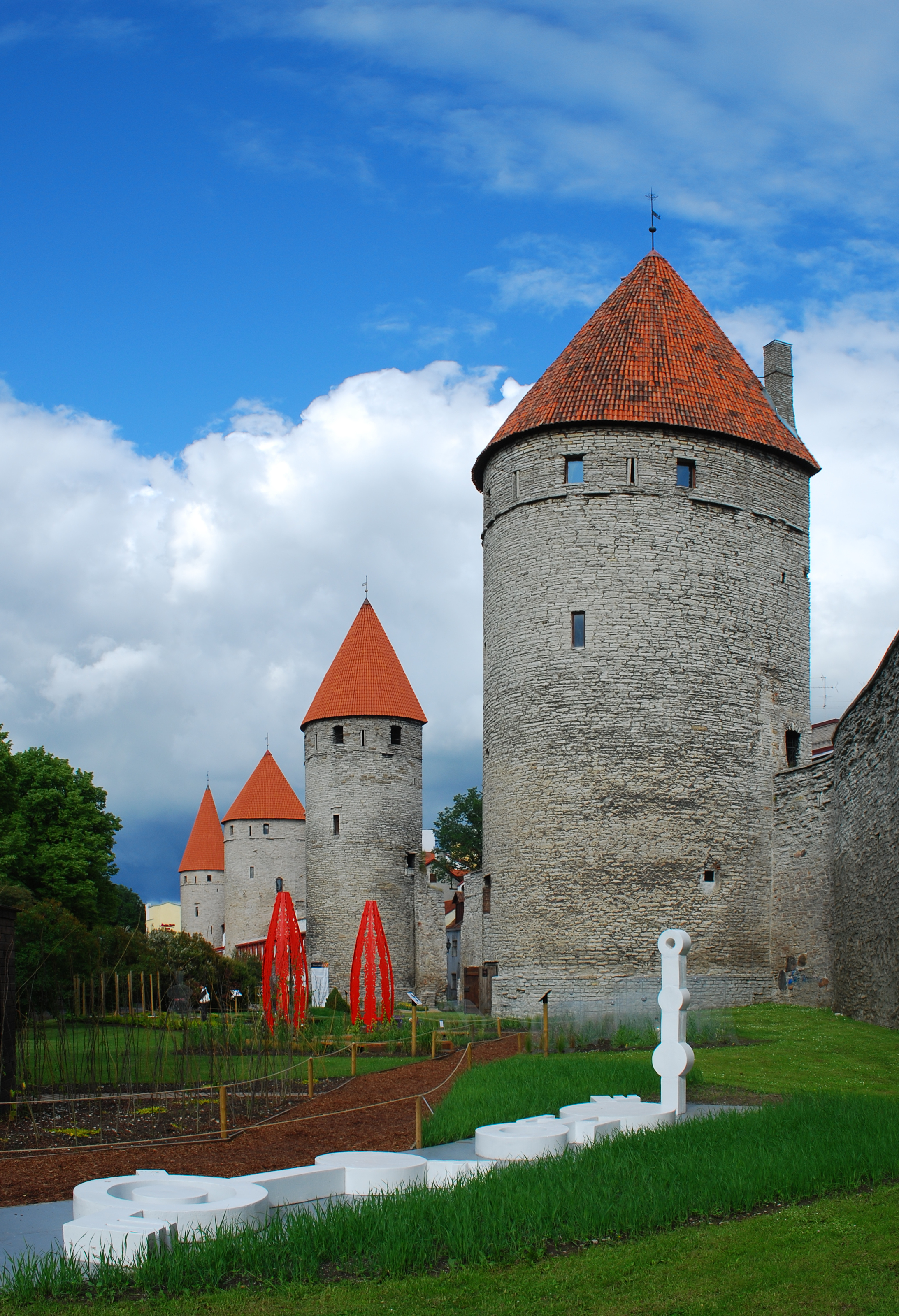
au fost începute de regina Margrethe.

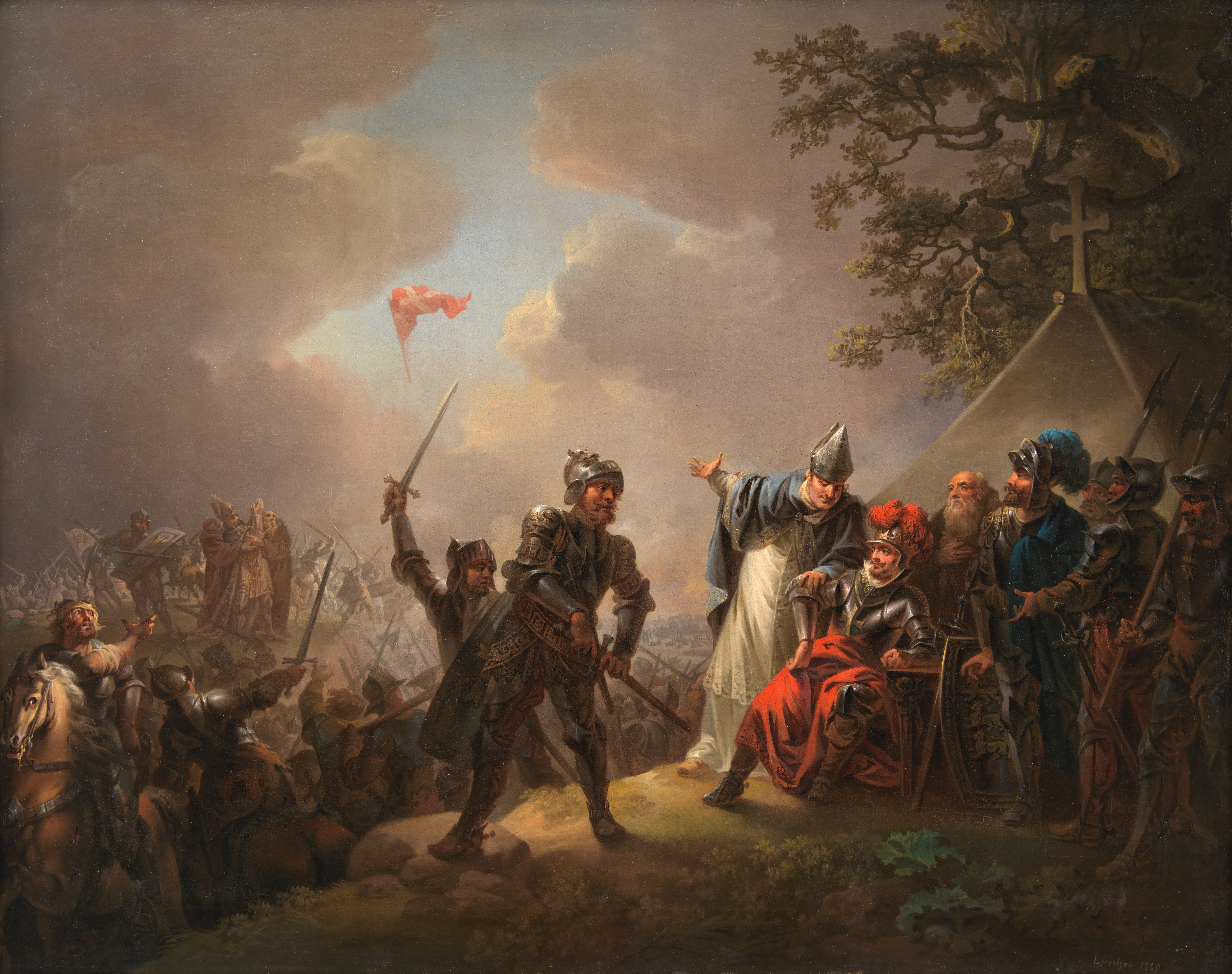
Dannebrogul căzând din cer în timpul

În timpul Cruciadei Livoniene⁠(d) din 1218, Papa Honorius al III-lea i-a dat lui Valdemar al II-lea mână liberă să anexeze oricât de mult teritoriu ar putea cuceri în Estonia. În plus, Albert de Riga⁠(d), liderul cruciaților teutoni, care lupta împotriva estonilor în sud, l-a vizitat pe rege și i-a cerut să-i atace pe estoni dinspre nord.
În 1219, Valdemar și-a strâns flota, și-a unit forțele cu flota rugeană⁠(d) condusă de prințul Wizlav al Rügenului și a debarcat pe coasta de nord a Estoniei, în portul Lindanise (astăzi, Tallinn) din provincia estonă Revala⁠(d). Potrivit legendei, atunci s-a născut drapelul național al Danemarcei, Dannebrog, care ar fi căzut din cer la un moment critic al luptei și i-ar fi ajutat pe danezi să câștige bătălia de la Lindanise⁠(d) împotriva estonilor. Data bătăliei, 15 iunie, este încă sărbătorită ca Valdemarsdag (ziua lui Valdemar și sărbătoarea drapelului național) în Danemarca actuală. 
Ordinul Fraților Livonieni ai Sabiei a cucerit sudul Estoniei în timp ce Danemarca a luat nordul, iar cei doi au convenit să împartă Estonia, dar s-au certat pe marginea granițelor exacte. În 1220, regele Danemarcei renunța la pretențiile sale asupra provinciilor sudice estone Sakala⁠(d) și Ugaunia⁠(d), care fuseseră deja cucerite de Frații Sabiei. Episcopul Albert a cedat în schimb Danemarcei provinciile estone Harjumaa⁠(d), Virumaa⁠(d) și Jerwia. 
În 1227 Frații Livonieni ai Sabiei au cucerit toate teritoriile daneze din nordul Estoniei. După înfrângerea lor în bătălia de la Saule, membrii supraviețuitori ai ordinului au aderat la Ordinul Teutonic prusac în 1237. La 7 iunie 1238, Ordinul Teutonic a încheiat tratatul de la Stensby, într-o cetate regală din sudul Zeelandei, cu regele danez Valdemar al II-lea. În conformitate cu tratatul, Jerwia a rămas parte a Ordenstaatului, în timp ce Harria și Vironia au fost retrocedate regatului Danemarcei drept domeniu direct, sub numele de Ducatul Estoniei.  Primul duce al Estoniei⁠(d) fusese numit de Valdemar al II-lea încă din 1220, iar titlul a fost ulterior asumat de regii Danemarcei începând cu 1269.
Datorită statutului de posesiune regală, Ducatul Estoniei a fost inclus într-o listă națională daneză de impozite numită Danish Census Book⁠(d) (în daneză Valdemar Sejrs Jordebog; 1220-41), un important document geografic și istoric. Lista conține aproximativ 500 de toponime estone și numele a 114 vasali locali. 
Capitala Estoniei daneze a fost Reval (Tallinn), fondat pe locul portului Lindanise după invazia din 1219. Danezii au construit cetatea Toompea Castle⁠(d) pe Dealul Toompea. Estonii și-au numit în continuare capitala „Tallinn”, nume care, conform unei legende urbane, ar proveni de la Taani linna („cetatea danezilor”). Revalul a primit drepturi de oraș după modelul Lübeckului (1248) și s-a alăturat Ligii Hanseatice. Chiar și astăzi, influența daneză poate fi văzută în simbolurile heraldice: stema orașului Tallinn prezintă crucea daneză, în timp ce stema Estoniei prezintă trei lei, asemănători stemei daneze. 
În 1240, Valdemar al II-lea a înființat Episcopia Revalului⁠(d), dar, contrar dreptului canonic, și-a rezervat lui și urmașilor lui ca regi ai Danemarcei dreptul de a numi episcopul. Decizia de a proclama pur și simplu Scaunul Revalului era unică în întreaga Biserică Catolică în acel moment și a fost contestată de episcopi și de Papă. În această perioadă, la Reval nu s-a stabilit o procedură de alegere a episcopilor, iar drepturile regale asupra episcopiei și cel de nominalizare a episcopilor au fost chiar incluse în tratat atunci când teritoriile au fost vândute Ordinului Teuton în 1346.
Atestat pentru prima oară în 1240, ducatul era guvernat local de un vicerege (în latină capitaneus) numit de rege și funcționând ca plenipotențiar al său. Viceregele avea puteri administrative, colecta impozitele și comanda vasalii și trupele în caz de război. Majoritatea viceregilor erau fie de naționalitate daneză, fie dano-estoni.
În Vironia, principalele centre de putere au fost Wesenberg (Rakvere) și Narva, construite pe locul vechilor cetăți estone Rakovor și Rugodiv.  Wesenberg a primit drepturi după modelul Lübeckului în 1302 de la regele Erik Menved. Narva a primit aceste drepturi în 1345. 
Vasalii regelui danez primeau feude⁠(d) conform dominum utilie⁠(d) în schimbul serviciilor militare și la curte. Jurământul vasalilor față de un nou rege trebuia să fie prestat pentru „un an și o zi”. Dintre vasali, 80% erau germani din Westphalia, 18% erau danezi⁠(d), iar 2% erau estoni (Clemens Esto, Otto Kivele, Odwardus Sorseferæ etc.). Cronicarul Ditleb Alnpeke (1290) s-a plâns că regele Danemarcei accepta estoni ca vasali. Stăpânirea daneză era mai liberală în această privință decât cea a Fraților Sabiei, pe teritoriul cărora niciunui localnic nu i se permitea să devină stăpân de feudă. În 1248, vasalii și orășenii din Reval aveau deja un organism legislativ local sau ritterschaft. 
Armata daneză a vizitat provincia doar ocazional. În 1240-42, Danemarca a dus un război împotriva Novgorodului și a încercat să-și extindă dominația în țara voților⁠(d). Regele Valdemar și-a trimis fiii Abel și Knut să susțină campania vasalilor, dar nu au dobândit niciun teritoriu nou.  Regele danez Erik Plogpennig a vizitat Estonia în 1249, iar flota daneză a navigat la Reval în 1268 și 1270 împotriva amenințărilor rusești și lituaniene. 
În august 1332, regele Christopher II al Danemarcei a murit și Danemarca a intrat într-o perioadă de frământări politice.  Provincia Estonia a fost împărțită între un partid pro-danez condus de episcopul Olaf al Revalului și partidul pro-german condus de căpitanul Marquard Breide. După ce estonii din Harria s-au răzvrătit în Răscoala din Noaptea de Sfântul Gheorghe⁠(d) din 1343, ordinul teuton a ocupat teritoriile. Răsturnarea dominației daneze a venit la două zile după ce Ordinul a reprimat revolta estonă, iar viceregele danez a fost închis, în colaborare cu vasalii pro-germani. Cetățile Reval și Wesenberg au fost predate ordinului de către partidul pro-german pe 16 mai 1343 și cetatea Narva în 1345.  În 1346, Estonia (Harria și Vironia) au fost vândute pentru 19.000 de mărci de Köln⁠(d) Ordinului Teuton, în ciuda promisiunii făcute de Christopher al II-lea în 1329 de a nu abandona și a nu vinde niciodată teritorii Danemarcei din Estonia. Regele Danemarcei a făcut chiar o declarație publică de pocăință pentru că și-a încălcat cuvântul și a cerut iertare de la Papă. Schimbarea suzeranității daneze cu cea a Ordinului Teutonic a avut loc la 1 noiembrie 1346.
Titlul de „duce al Estoniei⁠(d)”, care fusese deținut anterior de regii danezi, a dispărut în timpul epocii teutone și a mai fost reînviat abia în 1456 de către regele danez Christian I. Titlul a fost asumat apoi de monarhia suedeză după cucerirea Estoniei în timpul Războiului Livonian. Titlul s-a transferat apoi țarilor ruși după victoria lor în Marele Război al Nordului și a continuat să fie un titlu subsidiar al țarilor ruși până când dinastia Romanov a fost răsturnată în 1917 în timpul Revoluției Ruse. 

### Listă de viceregi
- ? (1240-1248)
- Saxo Aginsun (1248–49)
- Stigot Agison (1249)
- Saxo (1254–57)
- Jakob Ramessun (1259)
- Woghen Palissun (1266)
- Siverith (1270)
- Eilard von Oberch (1275–1279)
- Odewart Lode (1279–1281)
- Letgast (1285)
- Friedrich Moltike (1287)
- Johann Sialanzfar (1288)
- Nils Axelsson (1296)
- Nikolaus Ubbison (1298)
- Johann Saxesson (1304)
- Johannes Canne (1310)
- Ago Saxisson (1312–1313)
- Heinrich Bernauer (1313–1314)
- Johannes Kanna (1323)
- Heinrich Spliit (1329)
- Marquard Breide (1332–1335)
- Konrad Preen (1340 – mai 1343)
- Bertram von Parembeke (1343)
- Stigot Andersson (1344–1346)

### Guvernatorii danezi ai Øselului
- Heinrich Wulf (5 martie 1562 - 1567)
- Klaus von Ungern zu Dalby (mai 1573 - august 1576)
- Johann von Mentz (2 septembrie 1576 - 1584)
- Mathias Budde (1584-1587)
- Claes Maltesen Sehested (2 februarie 1599 - 1612)
- Nils Kraggen (1612-15)
- Jakob Wacke (1615-35)
- Anders Bille⁠(d) (1635-43)
- Ebbe Ulfeld (1643-45)